# False Alarm (Two Door Cinema Club)
False Alarm è il quarto album in studio del gruppo musicale nordirlandese Two Door Cinema Club, pubblicato nel 2019.

## Tracce
1. Once – 3:18
2. Talk – 4:24
3. Satisfaction Guaranteed (featuring Mokoomba) – 3:47
4. So Many People – 4:41
5. Think – 3:51
6. Nice to See You (featuring Open Mike Eagle) – 6:13
7. Break – 2:08
8. Dirty Air – 4:03
9. Satellite – 4:19
10. Already Gone – 3:41